# タニムラベスト
『タニムラベスト』は、谷村有美の4枚目のベスト・アルバム。2009年12月23日にソニー・ミュージックダイレクトから発売された。

## 概要
- 1987年〜2007年の20年間に発売された谷村の全楽曲からファンがインターネット・リクエストに寄せた楽曲の上位15曲を収録。
- その上位15曲の内訳はシングル表題曲が6曲、アルバム収録曲が9曲を占めた。
- 発売日は谷村44回目の誕生日。
- 16曲目「ありがとう」は、本作のための書き下ろし楽曲。

## 収録曲
1. Not For Sale [4:43]
2. Tonight [4:36]
3. FEEL ME [5:09]
4. がんばれブロークン・ハート [4:16]
5. 愛は元気です。 [4:58]
6. 今が好き [4:32]
7. いちばん大好きだった [4:43]
8. たいくつな午後 [5:15]
9. 愛する勇気 [5:38]
10. ときめきをBelieve [4:21]
11. 最後のKISS [4:49]
12. 恋に落ちた [5:35]
13. 圧倒的に片想い [4:02]
14. 信じるものに救われる [4:07]
15. 笑顔 [5:50]
16. ありがとう [3:36]
作詞・作曲・編曲：谷村有美
  - 新曲